# Pyotr Todorovsky
Pyotr Todorovsky (Bobrynets, 26 de agosto de 1925 – Moscou, 24 de maio de 2013) foi um diretor de cinema russo.